# Thad Luckinbill
Thaddeus Rowe (Thad) Luckinbill (Enid, Oklahoma, 24 april 1975) is een Amerikaans acteur. Hij heeft een tweelingbroer, Trent.
Zijn moeder is zangeres leerde hem al van jongs af aan gitaarspelen.
Hij speelde enkele gastrollen in televisieseries. In 1999 vervoegde hij de cast van The Young and the Restless als badboy J.T. Hellstrom. Zijn rol was eerder op losse basis maar in 2002 kreeg hij een contract waardoor hij steeds vaker op het scherm te zien was. In 2010 verliet hij de serie. In 2017 keerde hij terug.